# بير داهل
بير داهل (بالنرويجية البوكمول: Per Hysing-Dahl )‏ (و. 1920 – 1989 م) هو سياسي، وطيار نرويجي، ولد في برغن، كان عضوًا في حزب المحافظين النرويجي، ويحمل رتبة عسكرية نقيب، توفي عن عمر يناهز 69 عاماً.

## مناصب
تولى منصب President of the Parliament of Norway ‏ (1981–1985)
- عضو برلمان النرويج  [لغات أخرى]‏.

## التعليم
تعلم في Bergen Cathedral School ‏.

## جوائز
حصل على جوائز منها:
- نيشان القديس أولاف من رتبة قائد
- Defence Medal 1940–1945 [الإنجليزية]‏
- Distinguished Flying Cross (United Kingdom) [الإنجليزية]‏
- War Medal (Norway) [الإنجليزية]‏
- St. Olav's Medal with Oak Branch [الإنجليزية]‏
- War Cross (Norway) [الإنجليزية]‏.